# 卫理公会直落亚逸礼拜堂
卫理公会直落亚逸礼拜堂（Telok Ayer Chinese Methodist Church）是新加坡的一座卫理公会教堂，主堂建于1924年，位于市中心牛車水的直落亚逸街，直落布兰雅分堂建于2004年。

## 历史
1889年，卫理公会传教士卫斯德医生(Dr. Benjamin West) 抵达新加坡，住在日本街(今文达街)。这一带的华人多属闽南民系，因此最早的信徒多为闽南人。后来，信徒更多来自兴化民系、福清和福州民系移民。

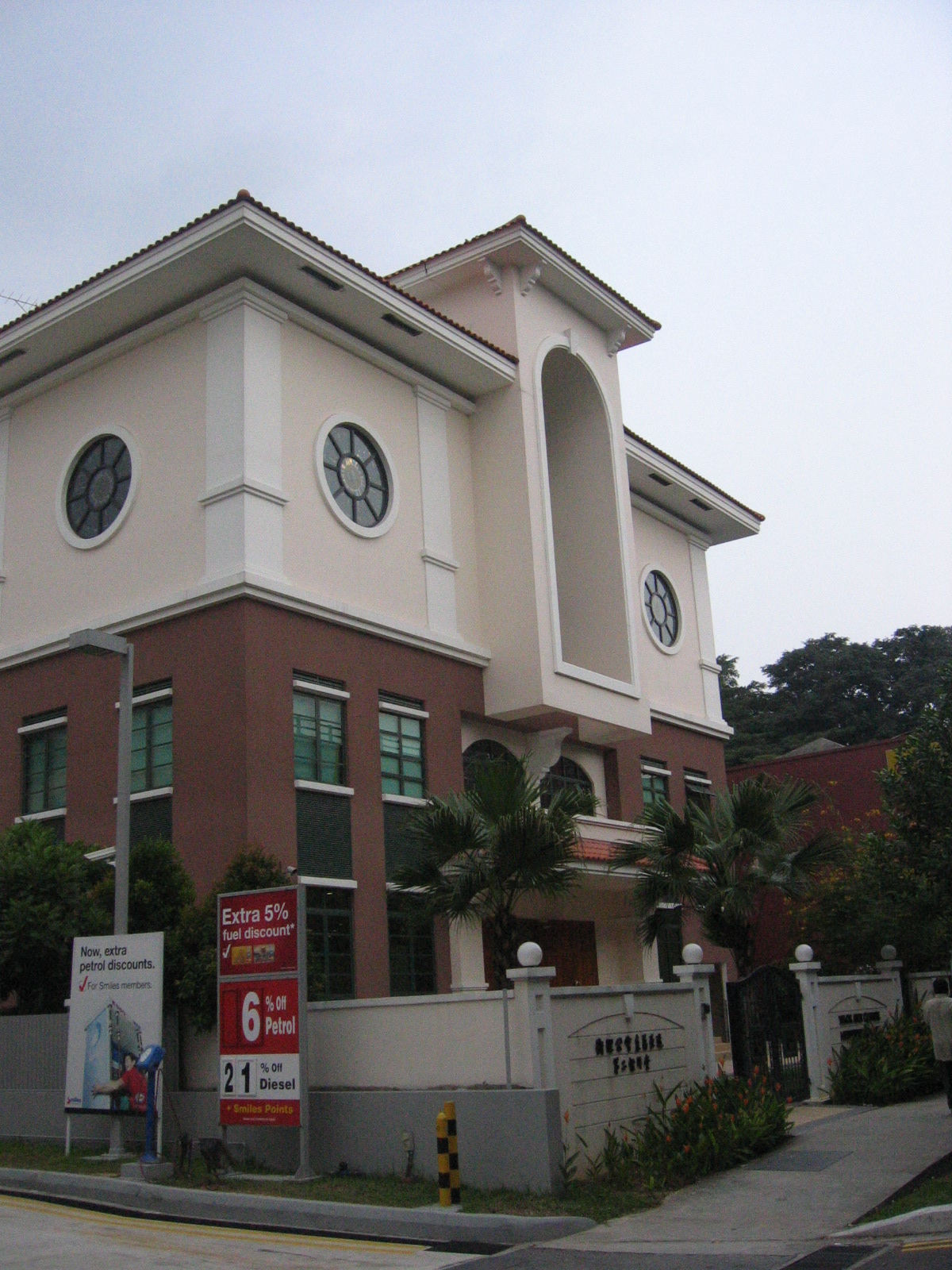
直落布兰雅分堂

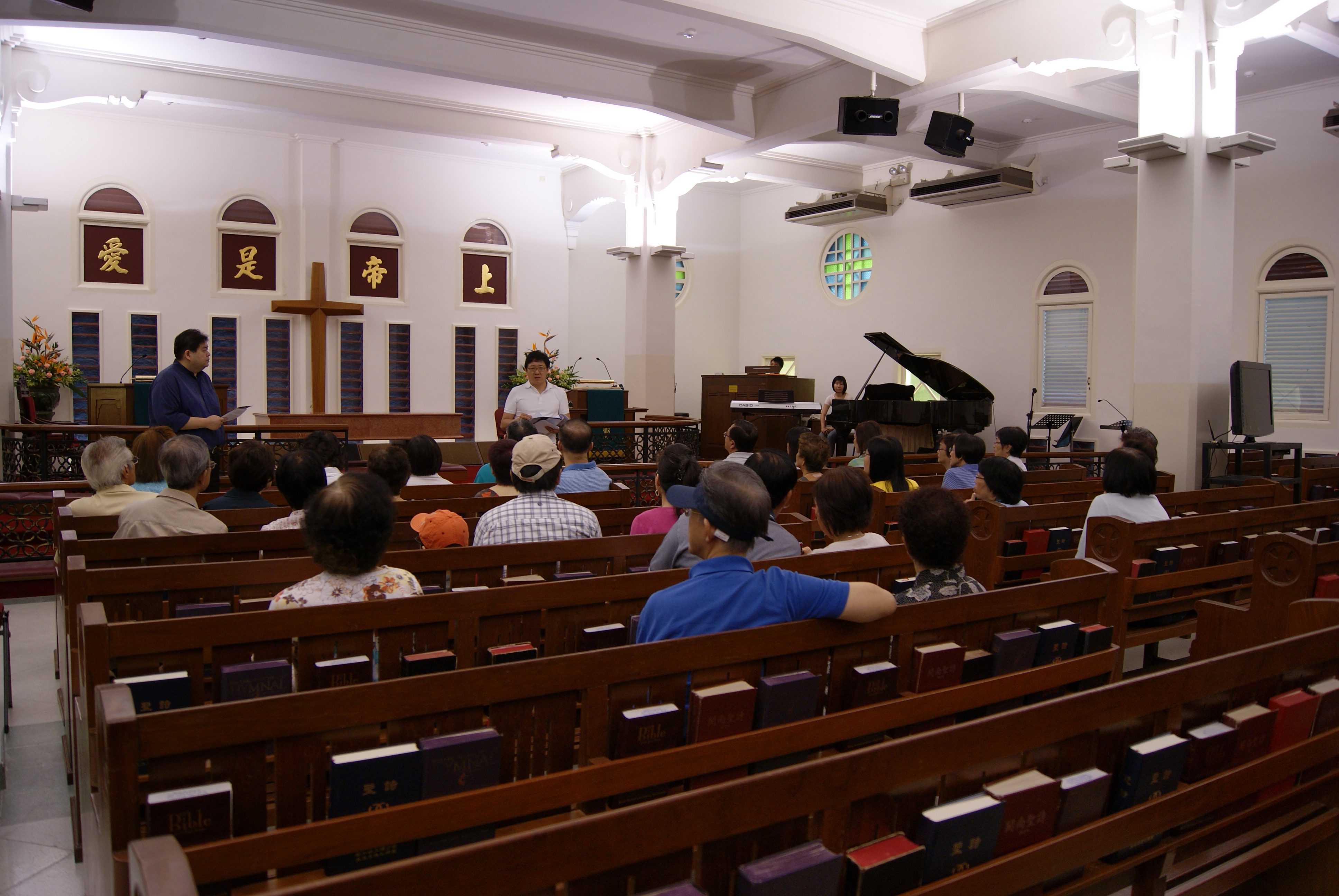

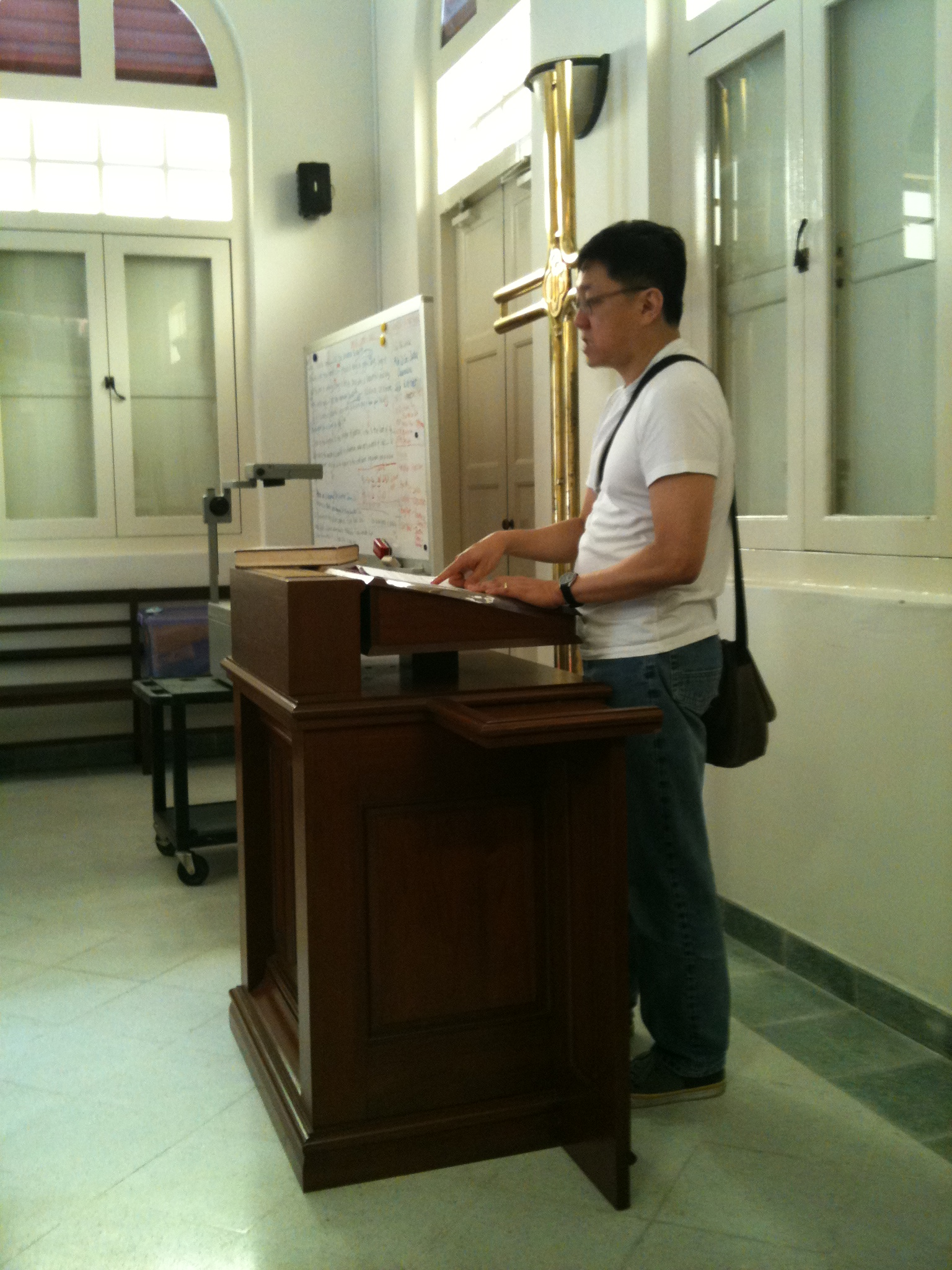
1935年宋尚节曾使用过的讲台

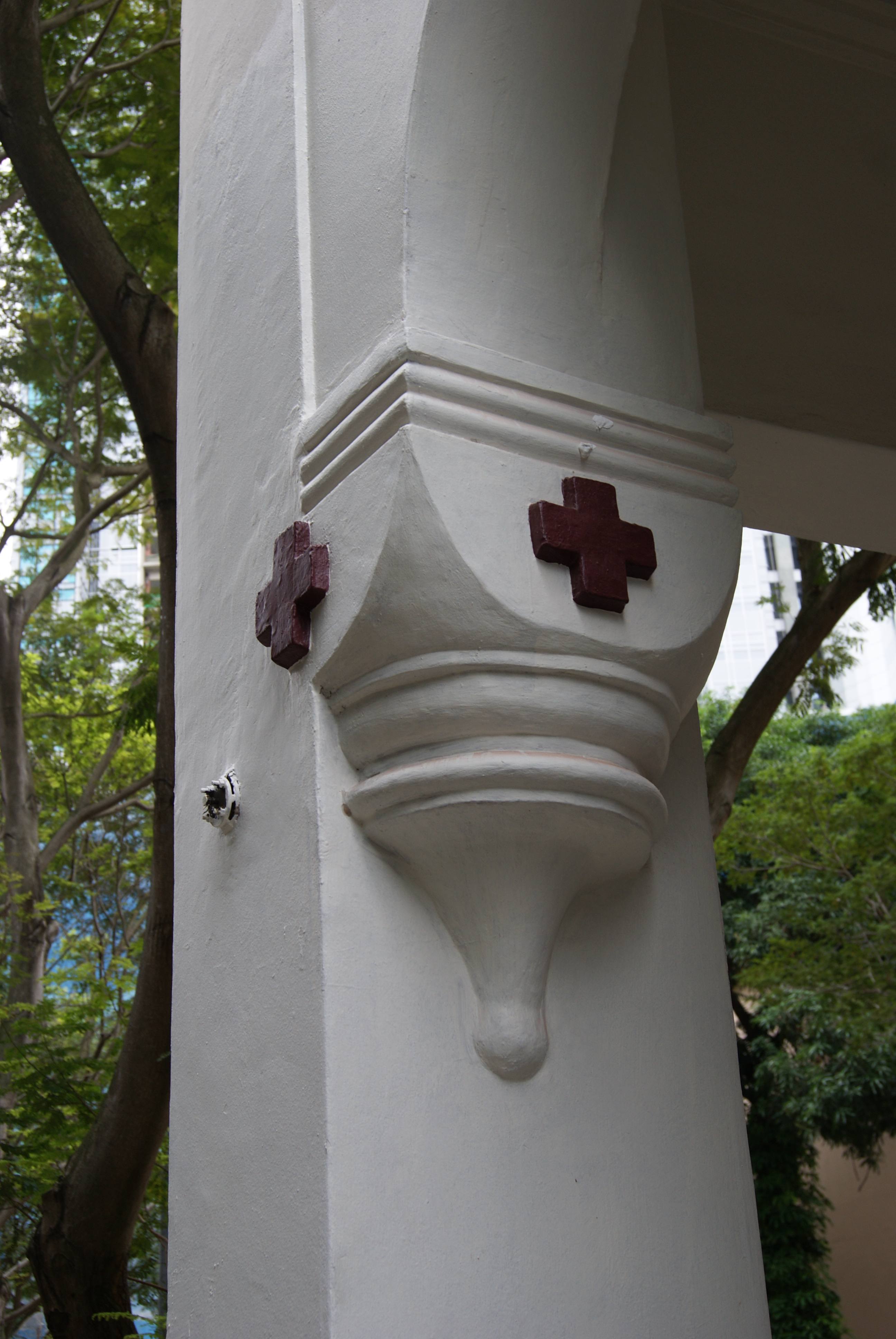